# 雪絵玲那
雪絵 玲那（ゆきえ れな、1962年5月26日 - ）は、日本の声優、歌手、舞台女優。SAKI PRODUCTION所属。
旧名：久梨原 れな（くりはら れな）、雪絵 れな（ゆきえ れな）。

## 経歴
短大在籍中に劇団の養成所の試験を受けて、そこに入るもその後の試験に落ちてしまい、いくつかの養成所にいき、事務所所属となる。
以前はメディアフォース、トリトリオフィス、アーツビジョン、81プロデュース、シーブイテック、パワー・ライズ（合併前はトリアス）に所属していた。

## 人物
趣味は乗馬（5級）、スキー、モダンバレエ、日本舞踊、洋裁、日曜大工。特技は歌、エレクトーン、爆睡、京言葉、歌。

## 出演
太字はメインキャラクター。

### テレビアニメ
1987年
- ウルトラB（女の人の声）

1989年
- それいけ!アンパンマン（1989年 - 2020年、きりまる、どびんむし姫、男の子）
- ダッシュ!四駆郎（少年、さやか）
- ミラクルジャイアンツ童夢くん（新城あかね）

1990年
- 昆虫物語 みなしごハッチ（子供(3)）

1991年
- おにいさまへ…（召し使い、女中、グルーピーB）
- おばけのホーリー（ロージー〈2代目〉）
- 魔法のエンジェルスイートミント（キャサリン）

1997年
- さくらももこ劇場 コジコジ（1997年 - 1999年、うめばち姫、頭花君の母、人々）

1999年
- 下級生（三月静香、客）
- HUNTER×HUNTER（第1作）（老婆、キキョウ）
- Bビーダマン爆外伝V（ははキツネロン、美女ボン）

2002年
- ハングリーハート WILD STRIKER（叶フミコ）
- ビジーバス（プルデンス、コーラス）

2005年
- SPEED GRAPHER（若葉先生）

### 劇場アニメ
- 走れメロス（1992年）

### OVA
1988年
- 吸血姫美夕（女学生）

1990年
- A.D.POLICE
- 楳図かずおの呪い
- 気ままにアイドル
- 孔雀王
- 校内写生
- 戦国武将列伝 爆風童子ヒッサツマン
- たいまんぶるうす レディース編 真由美
- 緑山高校 甲子園編（女生徒）

1991年
- おたくのビデオ（中丸陽子）

1996年
- BURN-UP

1998年
- エルフ版 下級生 あなただけを見つめて…（三月静香）

2000年
- 下級生（未放映版）（三月静香）

### ゲーム
1994年
- 電脳天使〜デジタルアンジュ〜（風見双葉）※PCエンジン版
- 麻雀レモンエンジェル（エモトミキ）

1996年
- ぴょんぴょんキャルルのまあじゃん日和（カヨ）
- きゃんきゃんバニーエクストラDX（スワティー）

1997年
- 下級生（三月静香）※SS版
- DES BLOOD

1998年
- エンドセクター（ティフェレト）
- じゃんぐリズム（バニラ・エッセンス）
- DES BLOOD 2
- Code R（浅野美由紀）
- ドリーム・ジェネレーション 〜恋か? 仕事か!?…〜（椿沢静緒）
- 「ぶたゲー」でいいんじゃない?（ナリタブー）

1999年
- ギャルズパニックS2（早坂めぐみ、R2X-G775 ナナコ）

2000年
- さくらももこ劇場 コジコジ（うめばち姫）

2001年
- 秘密 〜唯がいた夏〜（瀬尾千鶴）

2002年
- 神無ノ鳥

2005年
- テイルズ オブ ブレイカー（ミカ、ユディーヌ）

### ドラマCD
1991年
- 魔界学園I 転校生編（女生徒1）

1993年
- エルフのクリスマス（ルナ）

1998年
- 街 オリジナル サウンド トラック
  - ピンクなCD：青ムシSHOW（お姉さん）

2000年
- あやかし歌姫かるた外伝 鬼神の唄（妖少女D、女生徒C）

2002年
- あひるの王子さま（ゆみこの母）
- ドラマCD ななか6/17 第1、3巻（九里子の母）
- 月陽炎（沙久耶）

2004年
- ZOMBIE-LOAN〜ゾンビローン（由美の母）

### オーディオブック
- 仮面病棟（2020年、東野良子）

### ナレーション
- 小さな風人
- につぽんお雑煮の旅

### 舞台
- 鷺娘 くれない事変（朱鷺絵）
- ミュージカル「こんな素敵な雨の日は」（佳代）
- 星のねこ舎主催「鈴鳴学園探偵部 外伝 きみの心がみえたなら」（ゆき）

## ディスコグラフィ

### アルバム
| 枚  | 発売日 | タイトル     | 規格品番 | 備考                           |
| --- | ------ | ------------ | -------- | ------------------------------ |
| 1st | ？     | なついろの風 | ？       | 雪絵れな名義のインディーズ作品 |
| 2nd | 1997年 | Stroll       | ？       | 雪絵れな名義のインディーズ作品 |

### 歌手参加作品
| 発売日        | 商品名                                                                | 歌         | 楽曲                 | 備考                                                  |
| ------------- | --------------------------------------------------------------------- | ---------- | -------------------- | ----------------------------------------------------- |
| 1992年4月21日 | あなたもハッピーエンド Vol.2                                          | 久里原れな | 「5番館へようこそ」  | 『月刊おまじない』イメージソング                      |
| 1997年6月13日 | ディアボリックルーン 女神創造 挿入歌付きCD                            | 雪絵れな   | 「あこがれて…」      | PCゲーム『ディアボリックルーン 女神創造』挿入歌       |
| 1999年6月25日 | The First Album -from Mink-                                           | 雪絵れな   | 「やさしくしないで」 | PCゲーム『ぺろぺろCandy〜陽の章〜』エンディングテーマ |
| 2008年8月15日 | Cherry Soft／Riddle soft／Art Game Vocal collection「Sunshine Place」 | 雪絵れな   | 「ココロノトビラ」   | PCゲーム『Heaven's Cage』エンディングテーマ           |
| 2009年7月3日  | Ayai Factory Selection Vol.1 PROLOGUE                                 | 雪絵れな   | 「愛の唄」           |                                                       |
| 2009年8月14日 | 神楽道中記 イメージソング「いにしえ」                                 | rena       | 「いにしえ」         | PCゲーム『神楽道中記』イメージソング                  |

### CD未収録
| 発表時期 | 楽曲                             | 歌             | 備考                                                         |
| -------- | -------------------------------- | -------------- | ------------------------------------------------------------ |
| 1996年   | 「風のささやく季節に」           | 雪絵れな       | PCゲーム『きゃんきゃんバニーエクストラDX』オープニングテーマ |
| 1997年   | 「LOST LADY」                    | 雪絵れな       | PCゲーム『DES BLOOD』オープニングテーマ                      |
| 1997年   | 「ロマンティックアドベンチャー」 | 雪絵れな       | PCゲーム『DES BLOOD』エンディングテーマ                      |
| 2000年   | 「MAGIC TRICK」                  | 雪絵れな       | PCゲーム『DANCING CAT's』オープニングテーマ                  |
| 2003年   | 「ハートのJOKER」                | KAKO、雪絵れな | PCゲーム『姉妹教師〜春菜と明日菜〜』エンディングテーマ       |

- 記憶の旅人
- Snow Field
- TAI SETU NA UTA
- こぼれた時間の一雫（ゲーム『ぴょんぴょんキャルルのまあじゃん日和』エンディングテーマ）

### Betty!のアルバム
| 枚  | 発売日        | タイトル                                                              | 規格品番 |
| --- | ------------- | --------------------------------------------------------------------- | -------- |
| 1st | 2008年8月15日 | Cherry Soft／Riddle soft／Art Game Vocal collection「Sunshine Place」 |          |
| 2nd | 2009年8月14日 | Eternal Place                                                         |          |